# Gnumeric
Gnumeric — свободный табличный процессор, выпускаемый под лицензией GNU General Public License. Поддерживается на Linux, Mac OS X (PowerPC), ReactOS, SkyOS, BeOS и других ОС. Версия для Windows более не выпускается. Gnumeric является частью GNOME Office, набора офисных приложений с некоторой долей интеграции.
Разработчики стараются обеспечить поддержку полнофункциональных электронных таблиц и простой переход для пользователей и организаций с программ, требующих для использования лицензии. Некоторые специалисты утверждают, что он обеспечивает намного большую точность вычислений, чем Microsoft Excel. Gnumeric включает все основные функции Microsoft Excel а также много уникальных функций (в списке из 631 функции 222 из них заявляются уникальными).
Gnumeric поддерживает систему подключаемых модулей, позволяющую расширять функциональность — добавлять функции, использовать иные форматы ввода-вывода и возможности обработки данных в реальном времени.

## Поддерживаемые форматы файлов
Gnumeric поддерживает чтение и запись форматов электронных таблиц OpenDocument (не завершен, пока что только текст и формулы), Microsoft Excel, HTML-таблиц, CSV, TSV, DIF и собственного формата (Gnumeric file format (.gnm или .gnumeric), представляющего собой XML-файл, сжатый gzip), чтение форматов IBM Lotus Notes, Applix, Quattro Pro, XBase, SYLK, HTML, Psion, MPS, Oleo, sc; экспорт данных в LaTeX, Postscript, PDF, TROFF, XHTML и текстовые файлы.
Ввиду компактности и высокого быстродействия программу часто включают в состав различных LiveCD.